# えびボクサー
『えびボクサー』（Crust）は、2002年に制作されたイギリス映画である。日本では2003年にシネセゾン渋谷などのミニシアターで上映された。
邦題は『えびボクサー』で公式ポスターにもエビが描かれているが、実際に登場するのはシャコである。

## 概要
パンチ力が非常に強く、人間よりも大きいエビ (本当はシャコ) に出会った主人公ら男女が、その「エビ」にボクシング興行をさせてひと儲けしようと考え、「エビ」を車に乗せて旅を始める様を描く。
本作を配給した「アルバトロス・フィルム」に所属していた、叶井俊太郎の企画・製作により、河崎実監督は、『いかレスラー』『かにゴールキーパー』『コアラ課長』等の動物を主人公にした二番煎じのコメディー映画を次々と生み出している。
ただし元ネタである本作には、コミカルなシーンはあまりない。「エビ」はあくまで捕獲され、人間の欲求に翻弄される野生生物として扱われ、終盤までキャラクターや「人格」の描写は見られずセリフもない。

## 映像商品
日本では、2004年1月9日にアルバトロス・フィルムよりDVDが発売された。